# Middle
«Middle» es una canción del DJ francés y productor de música electrónica DJ Snake con voces del cantante británico Bipolar Sunshine. En julio de 2016, fue anunciada como el primer sencillo del álbum debut de DJ Snake, Encore. La canción fue lanzada como sencillo el 16 de octubre de 2015 por Interscope Records. Fue escrito por William Grigahcine, Aaron Kleinstub y Adio Marchant, y producido por los últimos dos.

## Páginas relacionadas
- Houdini
- I Need A Dollar
- Me, Myself & I
- Closer

## Vídeo musical
El video musical que acompaña la canción se estrenó el 16 de marzo de 2016 en la cuenta de YouTube de DJ Snake en Vevo. Fue dirigida por Colin Tilley y presenta al actor de The Hunger Games Josh Hutcherson y la actriz Kiersey Clemons.

## Posicionamiento en listas

### Listas semanales
| Lista (2015–2016)                           | Mejor posición |
| ------------------------------------------- | -------------- |
| Alemania (Offizielle Deutsche Charts)       | 49             |
| Australia (ARIA)                            | 5              |
| Austria (Ö3 Austria Top 40)                 | 48             |
| Bélgica (Flandes) (Ultratop 50)             | 29             |
| Bélgica (Valonia) (Ultratop 50)             | 8              |
| Canadá (Canadian Hot 100)                   | 20             |
| España (Top 100 Canciones)                  | 62             |
| Estados Unidos (Billboard Hot 100)          | 20             |
| Estados Unidos (Hot Dance/Electronic Songs) | 3              |
| Estados Unidos (Hot Dance Club Songs)       | 33             |
| Estados Unidos (Mainstream Top 40)          | 13             |
| Estados Unidos (Rhythmic)                   | 13             |
| Irlanda (IRMA)                              | 17             |
| Italia (FIMI)                               | 42             |
| Nueva Zelanda (Recorded Music NZ)           | 13             |
| Países Bajos (Mega Single Top 100)          | 41             |
| Portugal (AFP)                              | 22             |
| Reino Unido (UK Dance Chart)                | 6              |
| Reino Unido (UK Singles Chart)              | 10             |
| República Checa (Rádio Top 100)             | 18             |
| Francia (SNEP)                              | 12             |
| Suecia (Sverigetopplistan)                  | 37             |
| Suiza (Schweizer Hitparade)                 | 42             |

### Listas anuales
| Listas (2016)                                         | Posición |
| ----------------------------------------------------- | -------- |
| Australia (ARIA)                                      | 56       |
| Bélgica (Ultratop Flanders)                           | 85       |
| Bélgica (Ultratop Wallonia)                           | 28       |
| Canadá (Canadian Hot 100)                             | 48       |
| Estados Unidos (Billboard Hot 100)                    | 80       |
| Estados Unidos (Hot Dance/Electronic Songs Billboard) | 9        |
| Estados Unidos (Mainstream Top 40 Billboard)          | 49       |
| Nueva Zelanda (Recorded Music NZ)                     | 26       |
| Países Bajos (Single Top 100)                         | 93       |
| Reino Unido (Official Charts Company)                 | 47       |
| Suiza (Schweizer Hitparade)                           | 81       |